# Adelius fasciipennis
Adelius fasciipennis är en stekelart som först beskrevs av Sievert Allen Rohwer 1914.  Adelius fasciipennis ingår i släktet Adelius och familjen bracksteklar. Inga underarter finns listade i Catalogue of Life.